# Parafia św. Józefa w Korwiu
Parafia św. Józefa w Korwiu (lt. Šv. Juozapo parapija) – parafia rzymskokatolicka administracyjnie należąca do dekanatu kalwaryjskiego archidiecezji wileńskiej.